# Покорны, Петер
Петер Покорны (венг. Pokorni Péter; род. 21 ноября 1988, Пакш) — венгерский футболист, вратарь ФК «Дунауйварош-ПАШЕ».

## Карьера

### Клубная
Воспитанник школы клуба «Пакш». Выступал за третий состав клуба в 2005 году в рамках Второй лиги Венгрии в зоне «Запад». В 2007 году дебютировал в основном составе, но провёл всего 4 игры, проигрывая конкуренцию Аттиле Ковачу. В возрасте 17 лет дебютировал в Кубке Лиги. В 2009 году выступал в течение полу года в команде МТК, вернулся в «Пакш» в 2010 году. С ним становился победителем (2011) и финалистом (2010) кубка Лиги. В 2013 году ушёл в «Сольнок», где сначала играл на правах аренды, а затем заключил полноценный контракт.
В последующие годы играл за «Комлой Баняс», «Сексард» и «Айку», в 2018 году перешёл в «Дунауйварош-ПАШЕ».

### В сборной
В сборной Венгрии, составленной из игроков не старше 19 лет, выступал на чемпионате Европы 2008 года в Чехии. Заняв 4-е место, его сборная квалифицировалась на молодёжный чемпионат мира в Египте, но в финальную заявку Покорны не попал.